# Beneficia Dei
Beneficia Dei  (lat.: Die Wohltaten Gottes) ist eine Enzyklika von Papst Pius IX., sie datiert vom 4. Juni 1871 und erschien anlässlich des „fünfundzwanzigsten Jahrestages seines Pontifikats“.
Im Rückblick auf seine 25 Jahre im hohen Amt des Papstes beschrieb er die Höhen und Tiefen dieser Epoche. Er zählte einige wichtige Ereignisse auf, die dank der Beratung durch die Kardinäle und weiterer Mitbrüder in seiner Amtszeit abgeschlossen werden konnten. Hierzu zählt er insbesondere das Dogma zur „Unbefleckten Empfängnis der Jungfrau Mutter Gottes“, die Heilig- und Seligsprechung  verdienter Männer und Frauen, die Ausweitung des Katholizismus, die Vertragsabschlüsse zwischen der katholischen Kirche und befreundeten Staaten in Europa und Amerika und die noch nicht vollendete Verständigung und Versöhnung mit den Ostkirchen. Dem Kapitel der Usurpation der Heiligen Stadt und der Rückkehr aus dem Exil widmet er sich ausführlich, mit Bitterkeit schreibt er über die Situation in Frankreich und beklagt die Ermordung des Erzbischofs von Paris. Abschließend folgen die Lobpreisung Gottes, die Bitte um Beistand und eine Ablassgenehmigung für die zwischen dem 16. und 21. Juni 1871 in den Kathedralen abgehaltenen Hochämter, welche mit dem päpstlichen Segen durch die Diözesanbischöfe verbunden sind.

## Weblink
- Text der Enzyklika (englisch)